# Xã Allegheny, Quận Venango, Pennsylvania
Xã Allegheny (tiếng Anh: Allegheny Township) là một xã thuộc quận Venango, tiểu bang Pennsylvania, Hoa Kỳ. Năm 2010, dân số của xã này là 276 người.